# Ga Na Dương
Ga Na Dương là một nhà ga xe lửa tại thị trấn Na Dương, huyện Lộc Bình, tỉnh Lạng Sơn.